# Queimados
Queimados là một đô thị thuộc bang Rio de Janeiro, Brasil. Đô thị này có diện tích 76,921 km², dân số năm 2007 là 139118 người, mật độ 1808,6 người/km².